# Канавина (Кјети)
Канавина (итал. Cannavina) је насеље у Италији у округу Кјети, региону Абруцо.
Према процени из 2011. у насељу је живело 137 становника. Насеље се налази на надморској висини од 602 м.